# I liga 1979-1980
L'edizione 1979-80 della I liga vide la vittoria finale del Szombierki Bytom.
Capocannoniere del torneo fu Kazimierz Kmiecik (Wisła Cracovia), con 24 reti.

## Classifica finale
|     | Classifica         | G  | V  | N  | P  | GF | GS | Pt |
| --- | ------------------ | -- | -- | -- | -- | -- | -- | -- |
| 1.  | Szombierki Bytom   | 30 | 16 | 7  | 7  | 42 | 26 | 39 |
| 2.  | Widzew Łódź        | 30 | 13 | 10 | 7  | 47 | 39 | 36 |
| 3.  | Legia Varsavia     | 30 | 14 | 8  | 8  | 38 | 31 | 36 |
| 4.  | Śląsk Wrocław      | 30 | 15 | 6  | 9  | 40 | 34 | 36 |
| 5.  | Wisła Cracovia     | 30 | 15 | 4  | 11 | 58 | 37 | 34 |
| 6.  | Górnik Zabrze      | 30 | 10 | 12 | 8  | 36 | 38 | 32 |
| 7.  | ŁKS Łódź           | 30 | 11 | 10 | 9  | 38 | 40 | 32 |
| 8.  | Arka Gdynia        | 30 | 13 | 5  | 12 | 35 | 32 | 31 |
| 9.  | Odra Opole         | 30 | 10 | 11 | 9  | 21 | 26 | 31 |
| 10. | Lech Poznań        | 30 | 12 | 6  | 12 | 34 | 32 | 30 |
| 11. | Ruch Chorzów       | 30 | 11 | 7  | 12 | 44 | 42 | 29 |
| 12. | Zagłębie Sosnowiec | 30 | 10 | 7  | 13 | 36 | 33 | 27 |
| 13. | Stal Mielec        | 30 | 7  | 12 | 11 | 28 | 34 | 26 |
| 14. | Zawisza Bydgoszcz  | 30 | 8  | 8  | 14 | 35 | 52 | 24 |
| 15. | GKS Katowice       | 30 | 7  | 7  | 16 | 32 | 44 | 21 |
| 16. | Polonia Bytom      | 30 | 3  | 10 | 17 | 23 | 47 | 16 |

### Verdetti
- Szombierki Bytom Campione di Polonia 1979-80.
- Szombierki Bytom ammesso alla Coppa dei Campioni 1980-1981.
- Widzew Łódź e Śląsk Wrocław ammesse alla Coppa UEFA 1980-1981.
- GKS Katowice e Polonia Bytom retrocesse in II liga polska.